# Episodi di Laramie (terza stagione)
La terza stagione della serie televisiva Laramie è andata in onda negli Stati Uniti dal 26 settembre 1961 al 17 aprile 1962 sulla NBC.
| nº | Titolo originale        | Prima TV USA              | Titolo italiano   | Prima TV Italia |
| -- | ----------------------- | ------------------------- | ----------------- | --------------- |
| 1  | Dragon at the Door      |                           | 26 settembre 1961 |                 |
| 2  | Ladies Day              |                           | 3 ottobre 1961    |                 |
| 3  | Siege at Jubilee        |                           | 10 ottobre 1961   |                 |
| 4  | The Mountain Men        | Gli uomini della montagna | 17 ottobre 1961   |                 |
| 5  | The Fatal Step          |                           | 24 ottobre 1961   |                 |
| 6  | The Last Journey        |                           | 31 ottobre 1961   |                 |
| 7  | Deadly Is the Night     |                           | 7 novembre 1961   |                 |
| 8  | The Accusers            |                           | 14 novembre 1961  |                 |
| 9  | Wolf Cub                |                           | 21 novembre 1961  |                 |
| 10 | Handful of Fire         |                           | 5 dicembre 1961   |                 |
| 11 | The Killer Legend       |                           | 12 dicembre 1961  |                 |
| 12 | The Jailbreakers        |                           | 19 dicembre 1961  |                 |
| 13 | The Lawless Seven       |                           | 26 dicembre 1961  |                 |
| 14 | The Perfect Gift        |                           | 2 gennaio 1962    |                 |
| 15 | The Barefoot Kid        |                           | 9 gennaio 1962    |                 |
| 16 | Shadows in the Dust     | Ombre nella polvere       | 16 gennaio 1962   |                 |
| 17 | The Runaway             |                           | 23 gennaio 1962   |                 |
| 18 | The Confederate Express | Il confederato            | 30 gennaio 1962   |                 |
| 19 | The High Country        |                           | 6 febbraio 1962   |                 |
| 20 | A Grave for Cully Brown |                           | 13 febbraio 1962  |                 |
| 21 | The Runt                |                           | 20 febbraio 1962  |                 |
| 22 | The Dynamiters          |                           | 6 marzo 1962      |                 |
| 23 | The Day of the Savage   |                           | 13 marzo 1962     |                 |
| 24 | Justice in a Hurry      |                           | 20 marzo 1962     |                 |
| 25 | The Replacement         |                           | 27 marzo 1962     |                 |
| 26 | The Turn of the Wheel   |                           | 3 aprile 1962     |                 |
| 27 | Trial by Fire           |                           | 10 aprile 1962    |                 |
| 28 | Fall into Darkness      |                           | 17 aprile 1962    |                 |

## Dragon at the Door

### Trama
- Guest star: Anita Loo (Yuki), Joanne Miya (Kiko), K.L. Smith (Barnes), Robert Kino (Tomomi), Nobu McCarthy (Haru), Teru Shimada (Kami), Ed Nelson (Sable), Larry Perron (Roy)

## Ladies Day

### Trama
- Guest star: William Bryant (Bud Deever), Eddy Waller (Mose), Norman Leavitt (George), James Anderson (Ernie), Jock Mahoney (Sam Willet), Gloria Talbott (Sally Malone), Carl Benton Reid (giudice Henry), John McKee (Hank)

## Siege at Jubilee

### Trama
- Guest star: Denver Pyle (Bates), Eddy Waller (Mose), L.Q. Jones (Truk), Ed Prentiss (sceriffo Watson), Lin McCarthy (Hobey Devon), Ruta Lee (Opal Crane), Ted de Corsia (Matthew Witmore), John Alderson (Burrows), Percy Helton (Clemson Frazer)

## Gli uomini della montagna
- Titolo originale: The Mountain Men

### Trama
- Guest star: Fred Coby (Laramie Deputy), Eddy Waller (Mose), John Cliff (Joe Vance), Alex Cord (John Sanford), Dan Duryea (Ben Sanford), Jason Evers (Carl Sanford), John McKee (Hank)

## The Fatal Step

### Trama
- Guest star: Olan Soule (impiegato), Harry Harvey (ufficiale postale), George Taylor (Barnes), David McMahon (barista), Dennis Patrick (Wes Darrin), Gary Clarke (Tad Kimball), Robert J. Wilke (Marshal Gil Fletcher), Allison Hayes (Francie), Eddy Waller (Mose), Raymond Bailey (Burch), Tom Fadden (contadino), Raymond Greenleaf (dottore), Pat O'Malley (uomo)

## The Last Journey

### Trama
- Guest star: Chris Carter (damigella), George Orrison (Brad Hartley), Mary Bishop (damigella), Dani Lynn (damigella), Rod Cameron (John Cole), Richard Davalos (Danny Hode), Sandra Knight (Mary Cole), Gene Roth (Joe Hartley), Mort Mills (Damon Johntry)

## Deadly Is the Night

### Trama
- Guest star: Don C. Harvey (sceriffo), George Wallace (Alby), Tom Steele (uomo), Howard Wright (Charlie), Lloyd Nolan (Matt Dyer), Charles Robinson (Bud Williams), Olive Carey (Ma Tolliver), Marlene Willis (Sue Tolliver), Harry Lauter (Rafe Andrews), Vinton Hayworth (Mr. Thomas), William Murphy (Dave)

## The Accusers

### Trama
- Guest star: Norman Leavitt (impiegato), Carmen Phillips (Sally), Fred Coby (Deputy), Kelly Thordsen (Dusty), Charles Drake (Allen Winter), Joanne Linville (Carla Morton), William Challee (Charlie Graves), Harry Fleer (conducente)

## Wolf Cub

### Trama
- Guest star: Frank DeKova (Chief Red Wolf), Hardie Albright (capitano Foster), Addison Richards (Maxwell), Edward Mallory (caporale Prescott), Robert Blake (Lame Wolf), Arthur Hunnicutt (Earl Droody), Kenneth MacDonald (capitano Reeves), Don Heitgerd (guardia)

## Handful of Fire

### Trama
- Guest star: Herb Vigran (Mess Sergeant Wells), Maurice Manson (presidente of the Military Court), Robert Stevenson (corte marziale Prosecutor), Ross Elliott (caporale Harris), George Macready (colonnello John Barrington), Karen Sharpe (Madge Barrington), Myron Healey (tenente Paul Harmon), John Pickard (sergente Bailey), George Orrison (caporale Reece), Doodles Weaver (George)

## The Killer Legend

### Trama
- Guest star: Hal Smith (George), Harry Lauter (Joe Bartell), Chuck Roberson (Marker), Norman Leavitt (Freddie), Pat Conway (Tom Wade), Joan Evans (Julie Wade), Dick Foran (Milt Lane), Kevin Hagen (Roy Bartell), Eddie Baker (Elderly Gentleman)

## The Jailbreakers

### Trama
- Guest star: James Anderson (Pike), Francis De Sales (Jerry), Michael Ross (Steger), Milicent Patrick (Rose), Charles Aidman (Gil Martin), R.G. Armstrong (Marshal Al Dawson), Jan Shepard (Lila Stevens), Will Wright (dottor Burns), Erin O'Brien (Gina Ross)

## The Lawless Seven

### Trama
- Guest star: Ed Prentiss (John Gorman), Willis Bouchey (giudice Petrie), John Lodge (Rink), Frank Gerstle (sceriffo Aikens), Lyle Bettger (Calvin Hawks), Dorothy Green (Marian Hawks), Bing Russell (Sam Purdy), Biff Elliot (Eliot), William Boyett (Walt Cade), Jena Engstrom (Ginny Hawks)

## The Perfect Gift

### Trama
- Guest star: Pamela Curran (Tess), Michael Pate (Quinto), Lisa Gaye (Winona), Steve Warren (Lon Cady), John Anderson (Matt Cady), Russell Johnson (Wayne Cady), Eugene Iglesias (Jacero), David McMahon (barista)

## The Barefoot Kid

### Trama
- Guest star: Harry Carey Jr. (Dan Emery), Oliver McGowan (giudice Craik), Harry Carter (barista), Henry Rowland (uomo), Rafael Campos (Juan De La O), Joanna Barnes (Ruth Craik), Mary Sinclair (Jenny Stevens), Richard Coogan (sceriffo Vince Cutter), Leonard P. Geer (maniscalco)

## Ombre nella polvere
- Titolo originale: Shadows in the Dust

### Trama
- Guest star: Francis McDonald (Gimp), Walter Sande (sceriffo), Tru Garrett (Deputy), Ed Prentiss (rancher), Susan Oliver (Jean Lavelle), Dennis Patrick (Ralph)

## The Runaway

### Trama
- Guest star: Hal Baylor (Samson), Will Wright (dottor Sindley), Barry Brooks (uomo), Hal K. Dawson (impiegato dell'hotel), Trevor Bardette (Ezra Watkins), Jack Chaplain (Bill Watkins), James Best (Johnny Best)

## Il confederato
- Titolo originale: The Confederate Express

### Trama
- Guest star: Jennifer Gillespie (Tina Grundy), Don Beddoe (dottore), Peggy Webber (Martha Grundy), George Cisar (maniscalco), John Larch (Matt Grundy), Harry Dean Stanton (Amos Kerrigan), Steve Brodie (Clay Kerrigan), Gage Clarke (Firth), James Beck (Luke Kerrigan), Leonard P. Geer (cittadino)

## The High Country

### Trama
- Guest star: Steven Barringer (Matt), Warren J. Kemmerling (Reb), Larry Perron (Clay), Don C. Harvey (Mather), Barton MacLane (Mel Bishop), Frank Overton (Jason Duncan), Michael Forest (Dev Bardeen), William Wellman Jr. (Tim Bishop), Anita Sands (Willow Duncan)

## A Grave for Cully Brown

### Trama
- Guest star: Dick Elliott (Bert), William D. Gordon (Giles), Stacy King (Sally), Fred Graham (Pete), David McLean (Cully Brown), Karen Steele (Linda James), John Anderson (Sobey), Barry Kelley (sceriffo Caxton), Will Wright (Doc Bigelow), Karl Swenson (Bryan James)

## The Runt

### Trama
- Guest star: Dennis Rush (Teddy), Jean Carroll (Kitty), Susan Hart (Noreen), Gregg Barton (Marshal), Ben Cooper (Sandy Catlin), Sue England (Marcy Catlin), Michael Forest (Lew Catlin), Leonard Nimoy (Rix Catlin), George Keymas (Cobey Catlin), Raymond Bailey (Gillis), Eddy Waller (Mose), Lane Bradford (Charlie), George Eldredge (Mr. Newcombe), Sally Carter-Ihnat (Lola), Stacy Morgan (barista)

## The Dynamiters

### Trama
- Guest star: Willis Bouchey (Bundy Wilcox), Pamela Curran (Katie Curtis), George Orrison (Neely), Norman Leavitt (Freight Agent), Russell Johnson (Bob Murkland), Robert Bray (Marshal Jim Tenney), Mark Andrews (Dave Boyd), Myron Healey (Dan Garnes), Steven Barringer (Peter Hodding), Jean Allison (Sarah Hodding)

## The Day of the Savage

### Trama
- Guest star: Nick Nicholson (sergente), Tom Greenway (Darby), Boyd Stockman (conducente), Jay Silverheels (Toma), John Lupton (Glen Colton), Lane Bradford (capitano Walt Clayborne), Gary Vinson (tenente Taylor), Patricia Olson (Patricia Marr), X Brands (Skenya), Michael Pate (Toriano)

## Justice in a Hurry

### Trama
- Guest star: Kathleen Freeman (Edna Holtzhoff), Dabbs Greer (Elmo Regis), Gregg Barton (Arney Jackson), Hugh Sanders (Ev Keleher), Diana Millay (Julie Keleher), George Mitchell (giudice), Robert J. Wilke (sceriffo), George Wallace (Marv Jackson), Paul Birch (Sam Norris), Nolan Leary (Minister)

## The Replacement

### Trama
- Guest star: Dennis Rush (Bit Boy), William Fawcett (barista), Paul E. Burns ( , solo accreditato), Tru Garrett (Harrison), Richard Coogan (Paul Halleck), L.Q. Jones (Johnny Duncan), Roberta Shore (Sharon Halleck), Chuck Courtney (Knute Duncan), Eddy Waller (Mose), Addison Richards (sindaco), John Harmon (Councilman Rawlins), Hank Patterson (Sundown, solo accreditato)

## The Turn of the Wheel

### Trama
- Guest star: Sean McClory (Gordon), Paul Geary (Billy O'Neill), Anthony Caruso (Marty Carr), Henry Beckman (barista), Lyle Bettger (Frank Mannus), Erin O'Brien (Abbey O'Neill), Eddy Waller (Mose), Mathew McCue (frequentatore bar)

## Trial by Fire

### Trama
- Guest star: Jason Evers (Hank Emory), Cloris Leachman (Sarah), Jan Merlin (Garth), Karl Swenson (Lars Carlson)

## Fall into Darkness

### Trama
- Guest star: Robert J. Wilke (Bob Laird), Jean Byron (Norma Frances), Joe Yrigoyen (conducente della diligenza), Rayford Barnes (Jack Frances), Harry Lauter (Ben Frances), Gina Gillespie (Kathy Frances)